# Степное (Луганская область)
Степное (укр. Степне) — село, относится к Новопсковскому району Луганской области Украины.
Население по переписи 2001 года составляло 133 человека. Почтовый индекс — 92331. Телефонный код — 6463. Занимает площадь 0,79 км².

## Местный совет
92332, Луганська обл., Новопсковський р-н, с. Кам’янка, вул. Пульного, 2  (укр.)